# Gabriela Lena Frank
Gabriela Lena Frank (Berkeley, septiembre de 1972) es una pianista y compositora estadounidense de música clásica contemporánea. En su obra incorpora sonidos de la música latinoamericana, con instrumentos de conjuntos clásicos convencionales. Durante su carrera, ha recibido una nominación a los Premios Grammy y un Grammy Latino.

## Biografía
Frank nació en Berkeley, California, hija de padre judío lituano y de madre china peruana. Se inscribió en la Universidad Rice y en la Universidad de Míchigan; en esta última obtuvo un doctorado en composición.
Sus composiciones han sido interpretadas por diversas orquestas en los Estados Unidos, como las sinfónicas de Chicago, Cleveland y San Francisco. En 2009 ganó un Premio Grammy Latino en la categoría de mejor composición clásica contemporánea por su obra «Inca Dances». En la 54.ª edición de los Premios Grammy logró una nominación como mejor interpretación de un conjunto musical pequeño por el álbum Hilos. Durante su trayectoria ha recibido otros galardones, como la Beca Guggenheim en 2009 y el Premio Eddie Medora King en 2020.

## Discografía destacada
- 2002 - Leslie Bassett: Music for Piano and Piano-Violin Duo
- 2011 - Gabriela Lena Frank: Hilos

Fuente: